# Probstei (Region)
Die Probstei ist eine im Kreis Plön liegende Region in Schleswig-Holstein. Die Region wird im Norden von der Ostsee begrenzt, im Süden vom Selenter See und vom Passader See, im Westen von der Hagener Au und im Osten von der Mühlenau. Als kommunalpolitische Verwaltungseinheit bilden die Gemeinden der Region heute das Amt Probstei.

## Geschichte
Das seit dem 6. Jahrhundert von Slawen (Wenden, Wagrier) besiedelte Gebiet der späteren Probstei geriet im Laufe des 12. Jahrhunderts unter den Einfluss der deutschen, in diesem Falle sächsischen Ostsiedlung. Graf Heinrich von Badewide vertrieb vor 1171 die Slawen aus Ostholstein. Die Schauenburger Grafen von Holstein besiedelten das Land neu mit Kolonisten aus dem gesamten nordwestdeutschen Raum, vor allem Ost- und Westfalen. Die Salzwiesen und den Wald der Landschaft, die durch Grundmoränen entstanden ist, hatte Graf Albrecht von Orlamünde im Jahr 1216 dem Marquard von Stenwer als Lehen überlassen. Seit 1226 war der größte Teil der Region dann im Besitz des Benediktinerinnenklosters Preetz. Die letzten Erwerbungen des Klosters waren Ratjendorf (1418) und Bendfeld (1421). Seitdem blieb der Gebietsbestand des klostereigenen Landes unverändert. Auch nach der Umwandlung des Benediktinerinnenklosters in ein adliges Damenstift der Schleswig-Holsteinischen Ritterschaft (als das es bis heute fortbesteht) im Jahre 1542 blieb der Klosterbesitz ungeschmälert.
Die Verwaltung lag beim Probst. Von der ursprünglich kirchlichen, mit der Umwandlung des Klosters dann weltlichen Amtsbezeichnung ist der Name der Region Probstei abgeleitet. Das Gebiet der historischen Probstei, nicht zu verwechseln mit dem heutigen Amt, umfasste die drei Kirchspiele:
- Schönberg mit den Dörfern Schönberg, Stakendorf, Krummbek, Gödersdorf (heute zu Höhndorf), Höhndorf, Fiefbergen, Krokau, Barsbek, und Wisch
- Probsteierhagen mit den Dörfern Probsteierhagen, Fahren, Passade, Prasdorf, Lutterbek, Brodersdorf, Laboe, Stein und Wendtorf sowie
- Giekau mit den Dörfern Bendfeld und Ratjendorf.[3]

Südwestlich grenzten an die Probstei die drei Adligen Güter Schrevenborn, Hagen und Dobersdorf, die aber erst im 16. Jahrhundert entstanden sind, denn zuvor  erstreckte sich dort ein Jagdrevier der Grafen von Holstein-Kiel, die von 1261 bis 1316 im Kieler Schloss residierten, danach der Grafen von Holstein-Plön. Nachdem 1460 König Christian I. von Dänemark zum neuen Herrscher über das Herzogtum Schleswig und die Grafschaft Holstein gewählt worden war und Kiel 1544 an die Linie Schleswig-Holstein-Gottorf abgetreten wurde, die auf Schloss Gottorf in Schleswig residierte, wurde das fürstliche Kieler Jagdrevier östlich der Probstei nicht mehr benötigt und an ritterliche Familien verlehnt. Am Südrand lag das alte Gut Salzau und im Osten das Gut Schmoel. 
Im Gegensatz zu den adligen Güterdistrikten, in denen sich bis zum 16. Jahrhundert das Vollbild der Leibeigenschaft herausbildete, gekennzeichnet durch Bauernlegen, Frondienste und persönliche Unfreiheit, blieben die Probsteier Bauern persönlich frei. Sie unterstanden zwar bis zur Annexion Schleswig-Holsteins durch Preußen 1867 der Grund- und Gerichtsherrschaft des Preetzer Klosters, waren keine Eigentümer ihres Landes, sondern nur Erbpächter, mussten Abgaben und Hofdienste leisten und dem Kloster gegenüber gehorsam sein. Doch der Leibeigenschaft unterlagen sie nicht. Im Gebiet der Probstei befinden sich folglich auch keine adligen Gutshöfe, Landarbeitersiedlungen und dergleichen.
Weil die Pflichtabgaben an das Kloster mäßig waren, das Ackerland aber sehr ertragreich, konnten die Bauern der Region ihren Wohlstand ausbauen und Selbständigkeit gewinnen. Das wurde auch dadurch begünstigt, dass die geographische Randlage den Durchzug räuberischer Heerscharen erschwerte. Die selbstbewussten Probsteier bezeichnen angrenzende Gegenden herablassend als Tönkerie (nach den getünchten Lehmkaten der Gutsarbeiter).
Neben dem Tourismus ist in der Probstei auch heute noch die bäuerliche Landwirtschaft ökonomisch bestimmend. Wichtigste Orte in der Region sind Schönberg, Probsteierhagen und Laboe.